# Kunzea

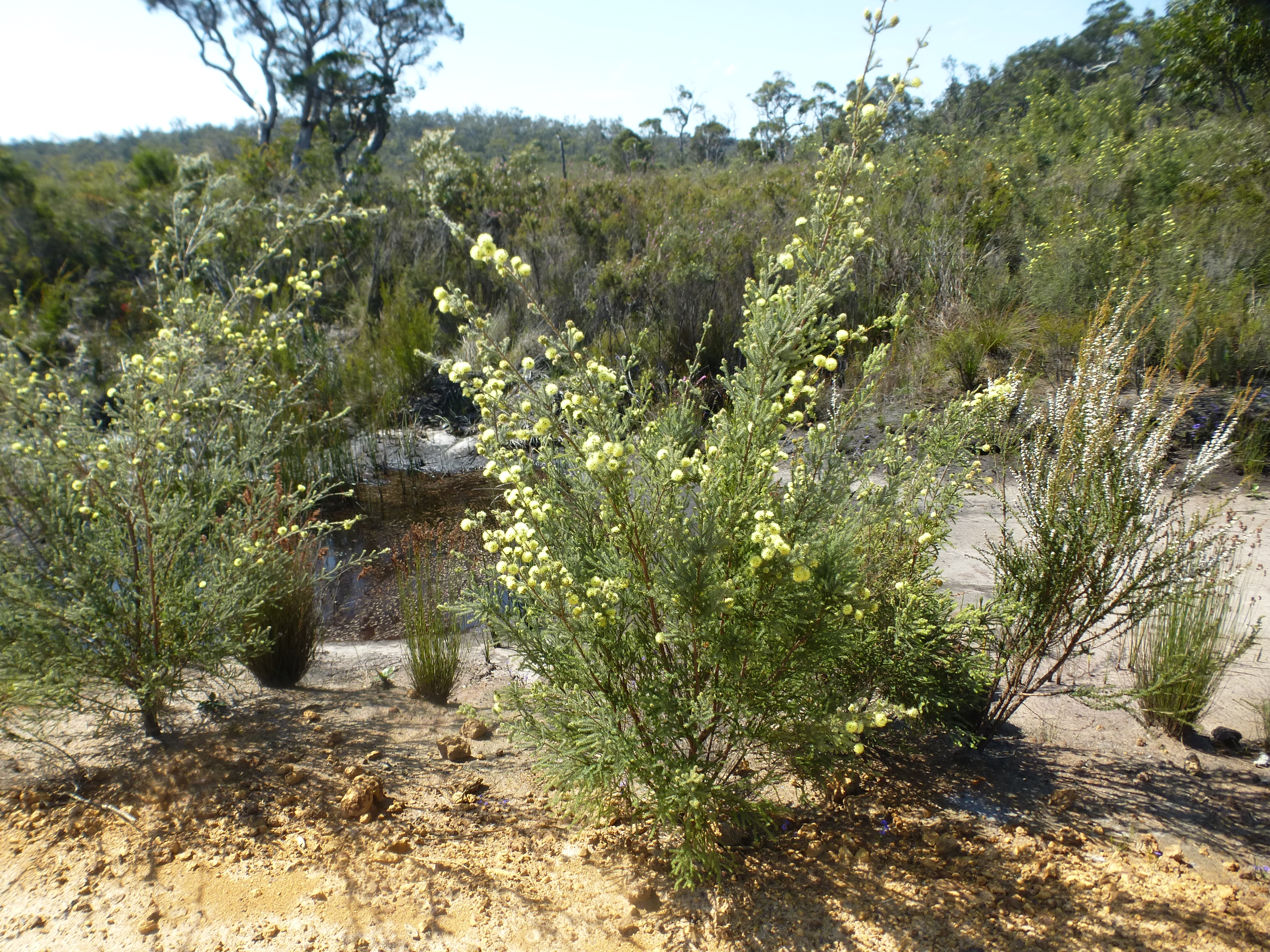
Kunzea ericifolia na přirozeném stanovišti v západní Austrálii

Kunzea je rod rostlin z čeledi myrtovité. Jsou to drobnolisté keře a malé stromy s pětičetnými drobnými květy s dlouhými tyčinkami. Plodem je většinou tobolka. Rod zahrnuje asi 53 druhů a je rozšířen v Austrálii, Tasmánii a na Novém Zélandu. Některé pěkně kvetoucí druhy jsou v klimaticky příhodných oblastech světa pěstovány jako okrasné keře. Druh Kunzea ericoides má význam v tradiční medicíně. Kunzea pomifera má jedlé dužnaté plody, které tvoří tradiční složku potravy Aboridžinců.

## Popis
Zástupci rodu Kunzea jsou stálezelené, často drobnolisté keře nebo malé stromy. Některé druhy mají pod zemí hlízovitě ztlustlý kmen. Listy jsou většinou střídavé nebo řidčeji vstřícné. Květy jsou bílé, žluté, růžové nebo purpurové, pětičetné, uspořádané obvykle v pseudovrcholových, kulovitých nebo válcovitých, hlávkovitých svazečcích složených z téměř nebo zcela přisedlých květů. Řidčeji jsou květy jednotlivé a dlouze stopkaté nebo ve svazečcích po 2 až 3. U některých druhů je květenství podepřeno listeny formujícími zákrov. Volná část češule zpravidla přesahuje horní okraj semeníku. Kalich je za plodu vytrvalý. Korunní lístky jsou volné. Tyčinek je mnoho, jsou uspořádané v 1 nebo několika kruzích a většinou přesahují korunní lístky.
Semeník je polospodní, srostlý většinou ze 2 nebo 3 plodolistů (řidčeji více) a se stejným počtem komůrek, obsahujících několik až mnoho vajíček.
Plodem je pouzdrosečná tobolka, výjimečně je plod nepukavý nebo dužnatý (Kunzea pomifera). Semena jsou podlouhlá až vejcovitá.

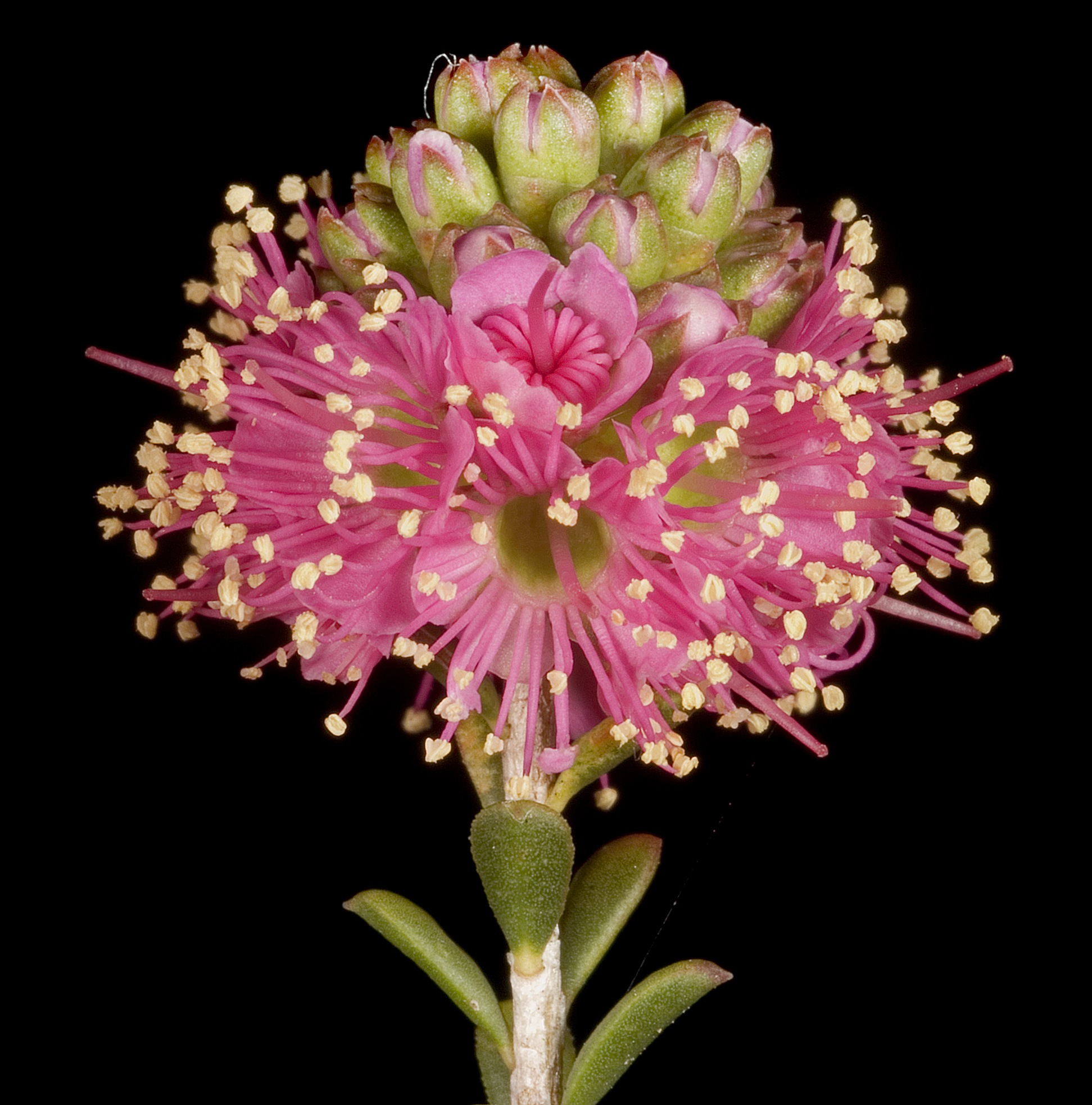
Květenství Kunzea micrantha
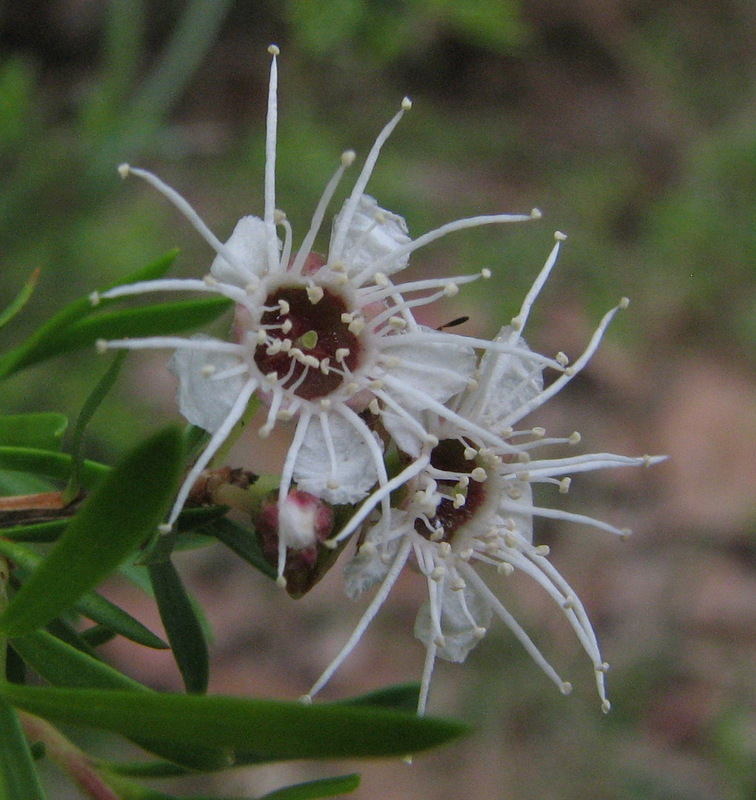
Květy Kunzea leptospermoides
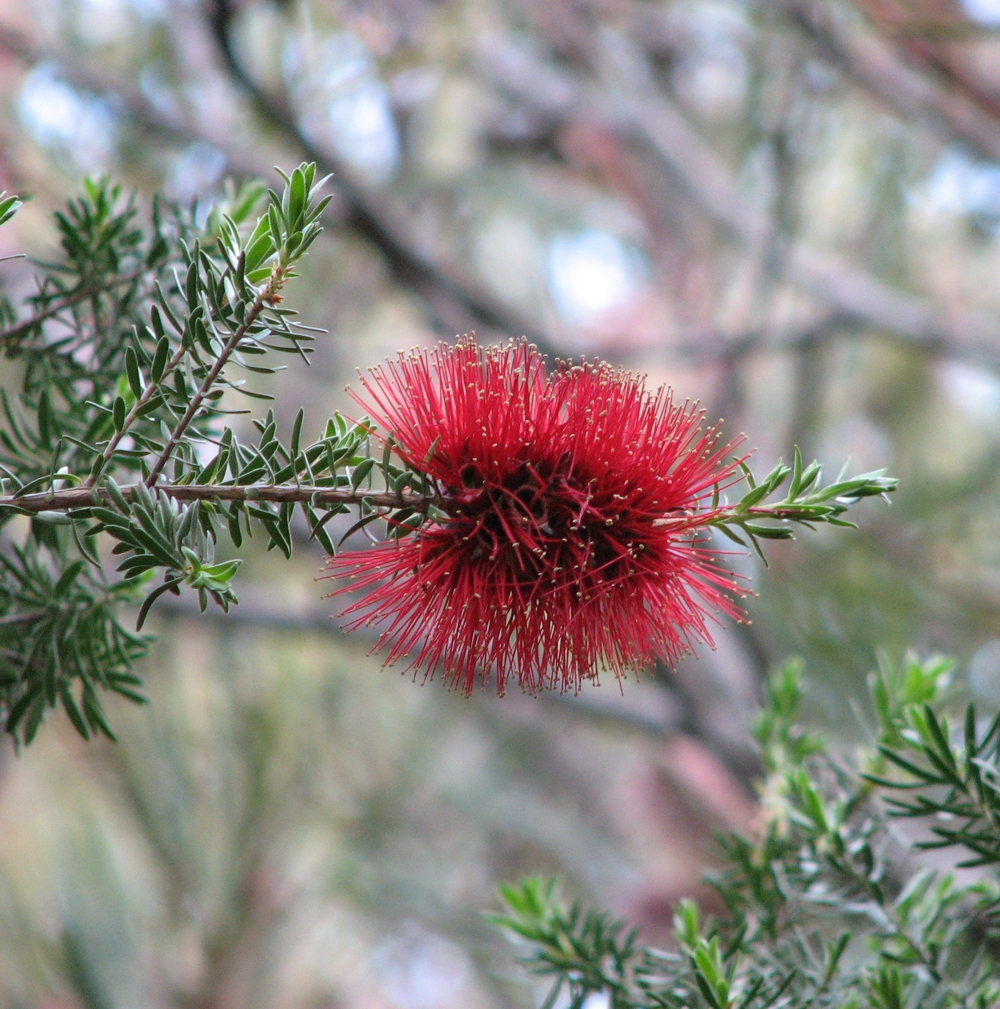
Květenství Kunzea baxteri
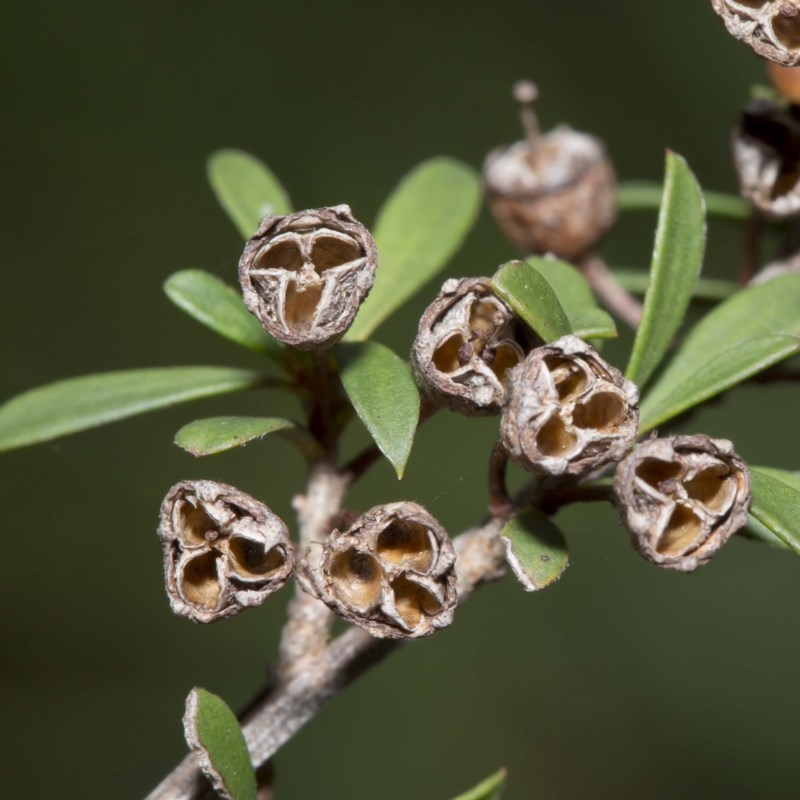
Plody Kunzea ericoides

## Rozšíření
Rod Kunzea zahrnuje asi 53 druhů. Je rozšířen v Austrálii, Tasmánii a na Novém Zélandu. V Austrálii je výskyt soustředěn do jihozápadní, východní a jihovýchodní části kontinentu. Druh Kunzea ericoides je významnou složkou alpínské keřové vegetace ve vyšších polohách Australských Alp.
Na Novém Zélandu se vyskytují 2 druhy. Mimo rozšířeného druhu Kunzea ericoides roste na Severním ostrově endemický druh Kunzea sinclairii.

## Ekologické interakce
Květy jsou opylovány různým hmyzem, navštěvují je také brouci z čeledi tesaříkovití a vrubounovití.
Druhy rodu Kunzea jsou podobně jako jiní zástupci myrtovitých živnými rostlinami mandelinek rodu Paropsisterna a také housenek velké můry Epicoma melanospila.

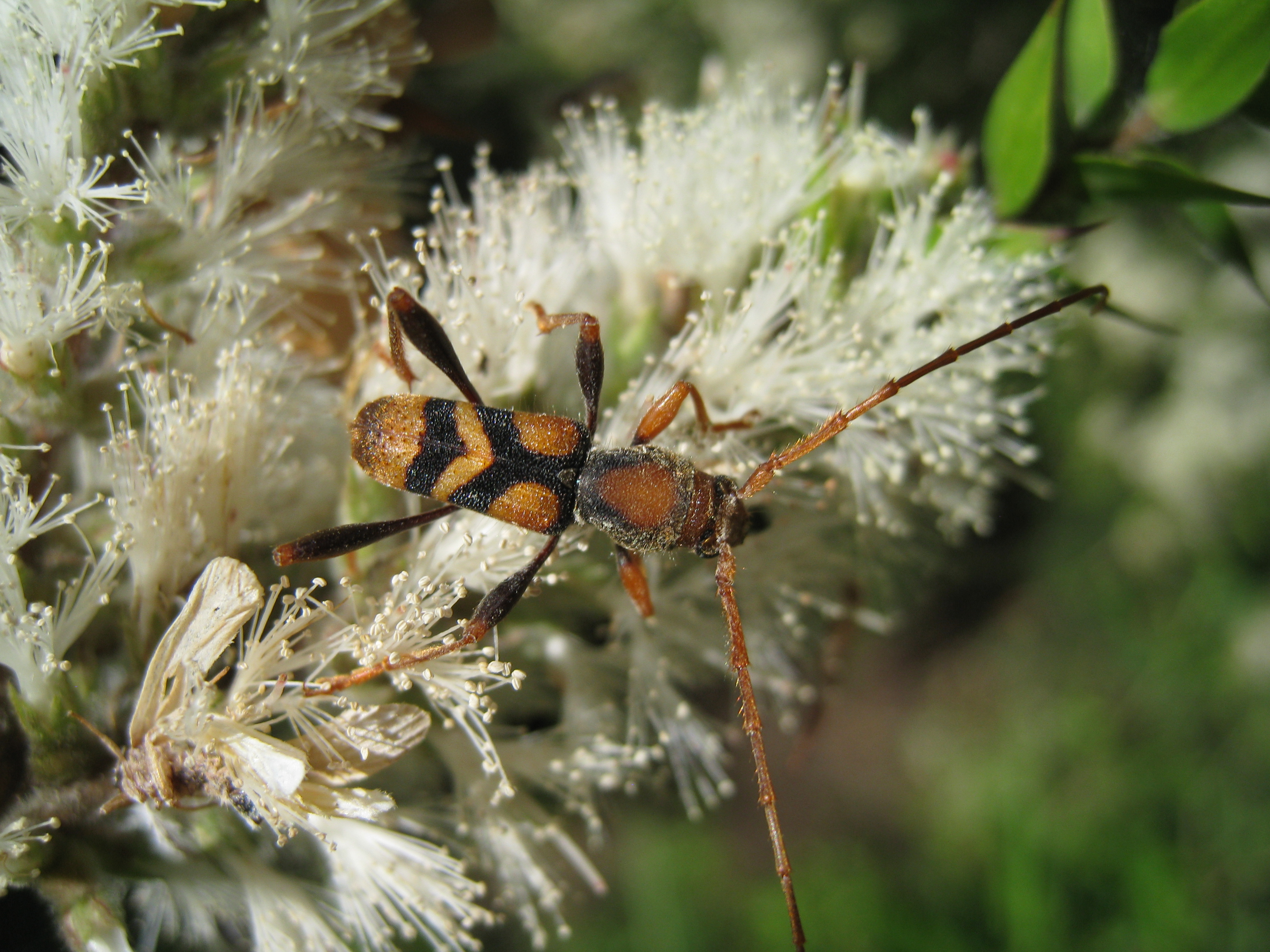
Tesařík Aridaeus thoracicus na květech Kunzea ambigua
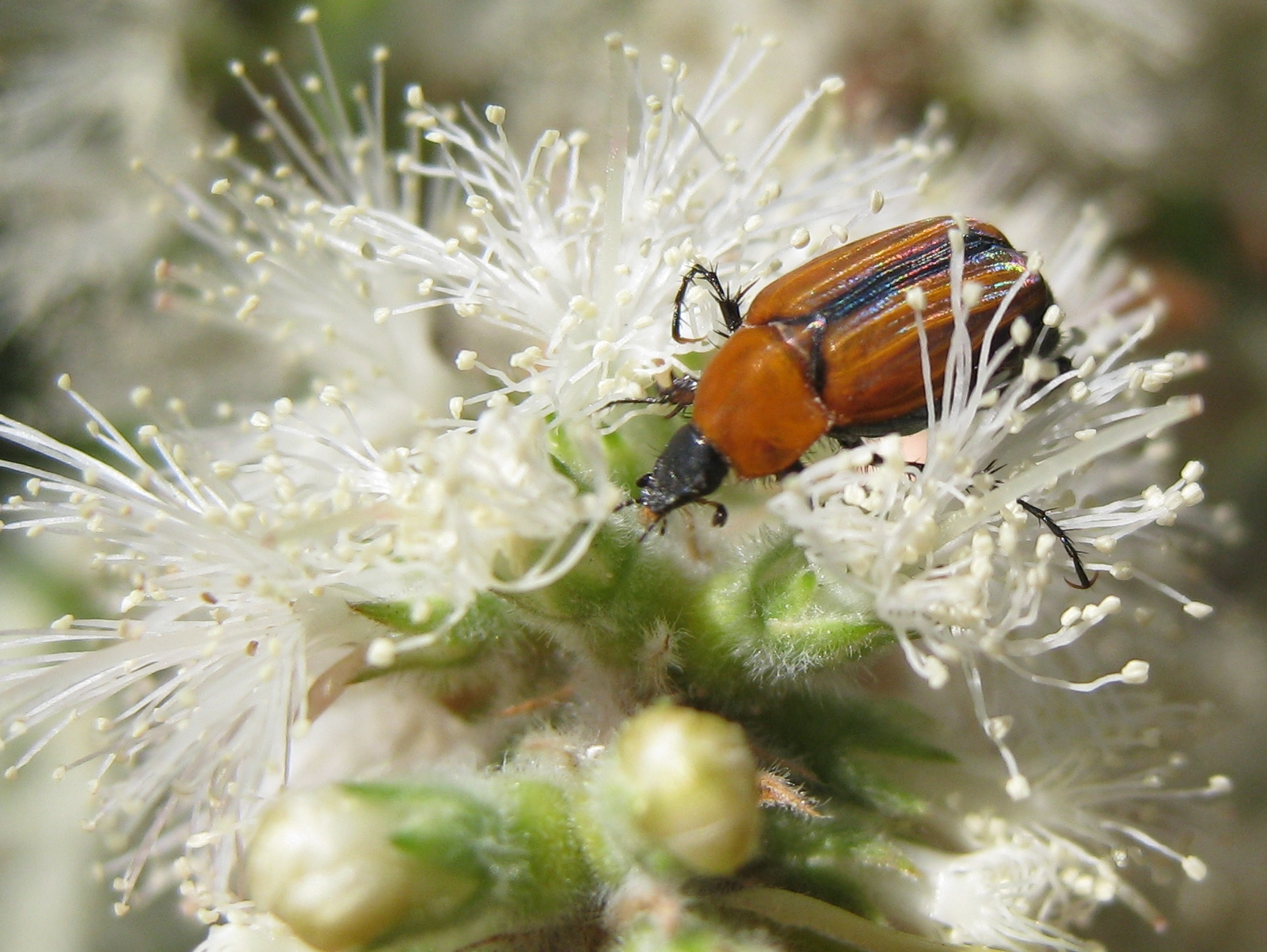
Chroust Phyllotocus scutellaris na květech Kunzea ambigua
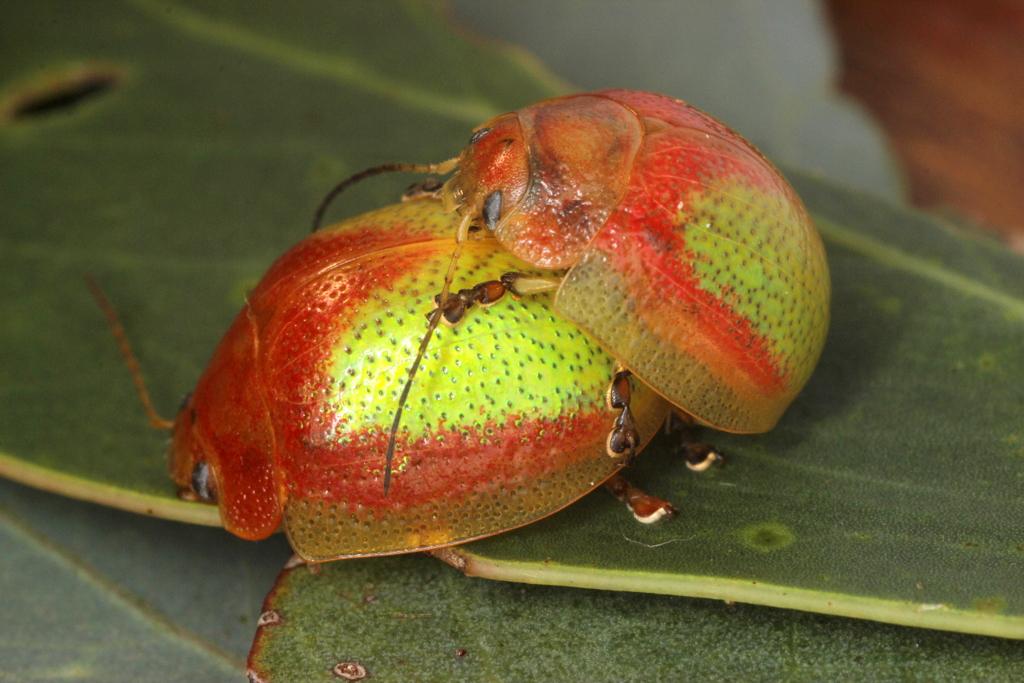
Mandelinky Paropsisterna pictipes
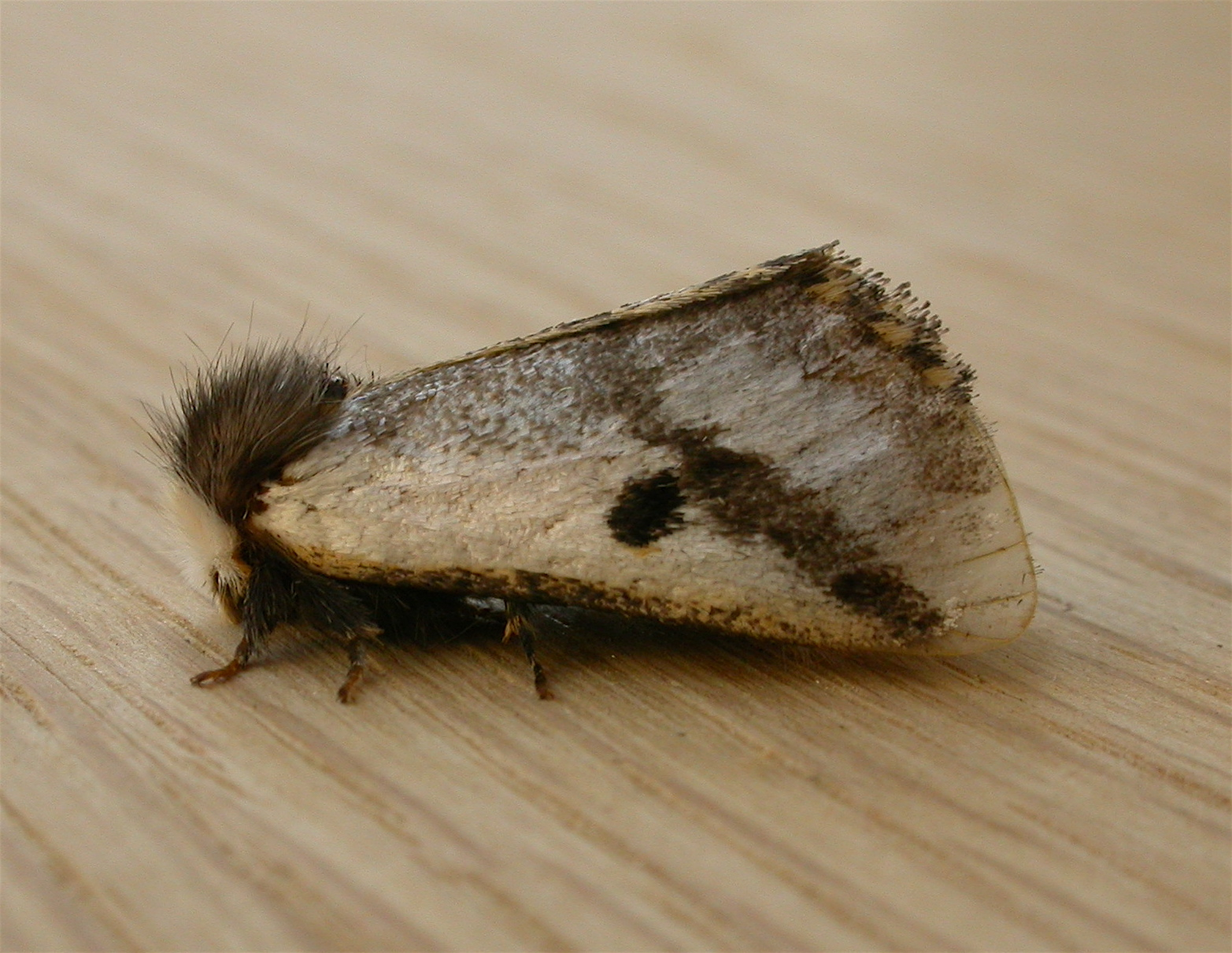
Můra Epicoma melanospila

## Taxonomie
Rod Kunzea je v rámci čeledi myrtovité řazen do podčeledi Myrtoideae a tribu Leptospermeae. Na základě výsledků molekulárních studií byl do rodu Kunzea vřazen monotypický západoaustralský rod Angasomyrtus.

## Význam
Dužnaté plody Kunzea baxteri jsou jedlé. Druh se vyskytuje v jihovýchodní Austrálii, kde tvoří tradiční a vyhledávanou složku stravy domorodých Aboridžinců. Rostlina je ve státech Viktorie a Jižní Austrálie pěstována pro plody i na komerčních plantážích.
Odvar z kůry Kunzea ericoides slouží jako sedativum, odvar z listů jako odčervovadlo a při onemocněních močového ústrojí. Mladé výhonky se žvýkají při úplavici.
Některé druhy rodu Kunzea jsou v oblastech světa s odpovídajícím klimatem pěstovány jako okrasné zahradní keře. Jedním z nejčastěji pěstovaných druhů je Kunzea baxteri, jejíž červená, krátce válcovitá květenství připomínají poněkud štětkovec. Podobná, spíše kulovitá květenství má i Kunzea pulchella, která se navíc vyznačuje stříbřitým olistěním. Pěstuje se také drobnolistý, růžově kvetoucí druh Kunzea recurva a nažloutle kvetoucí Kunzea ericifolia.
Několik druhů rodu je udáváno ze sbírek Pražské botanické zahrady v Tróji, kde jsou umístěny v expozici mobilní zeleně.

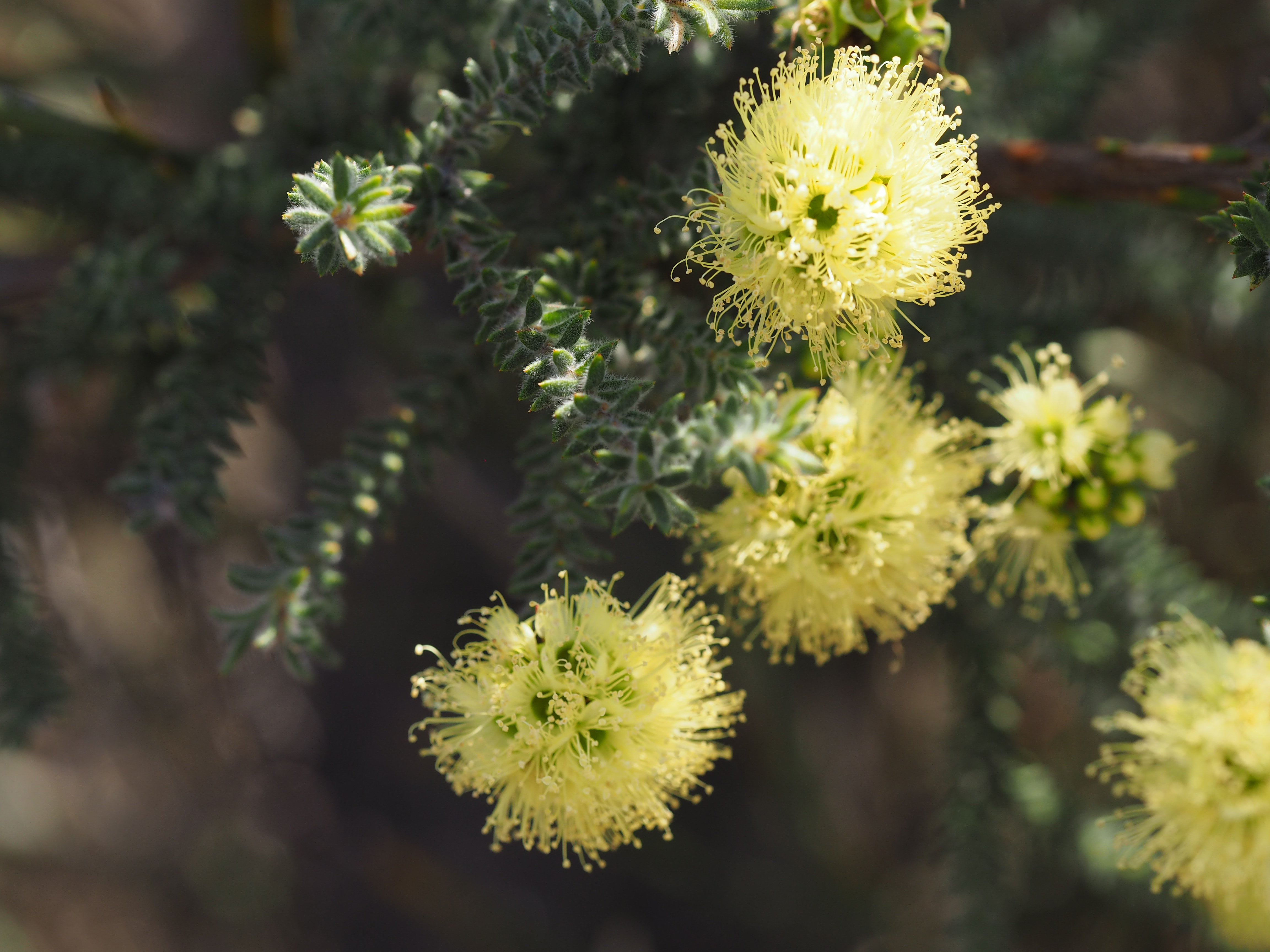
Kunzea ericifolia
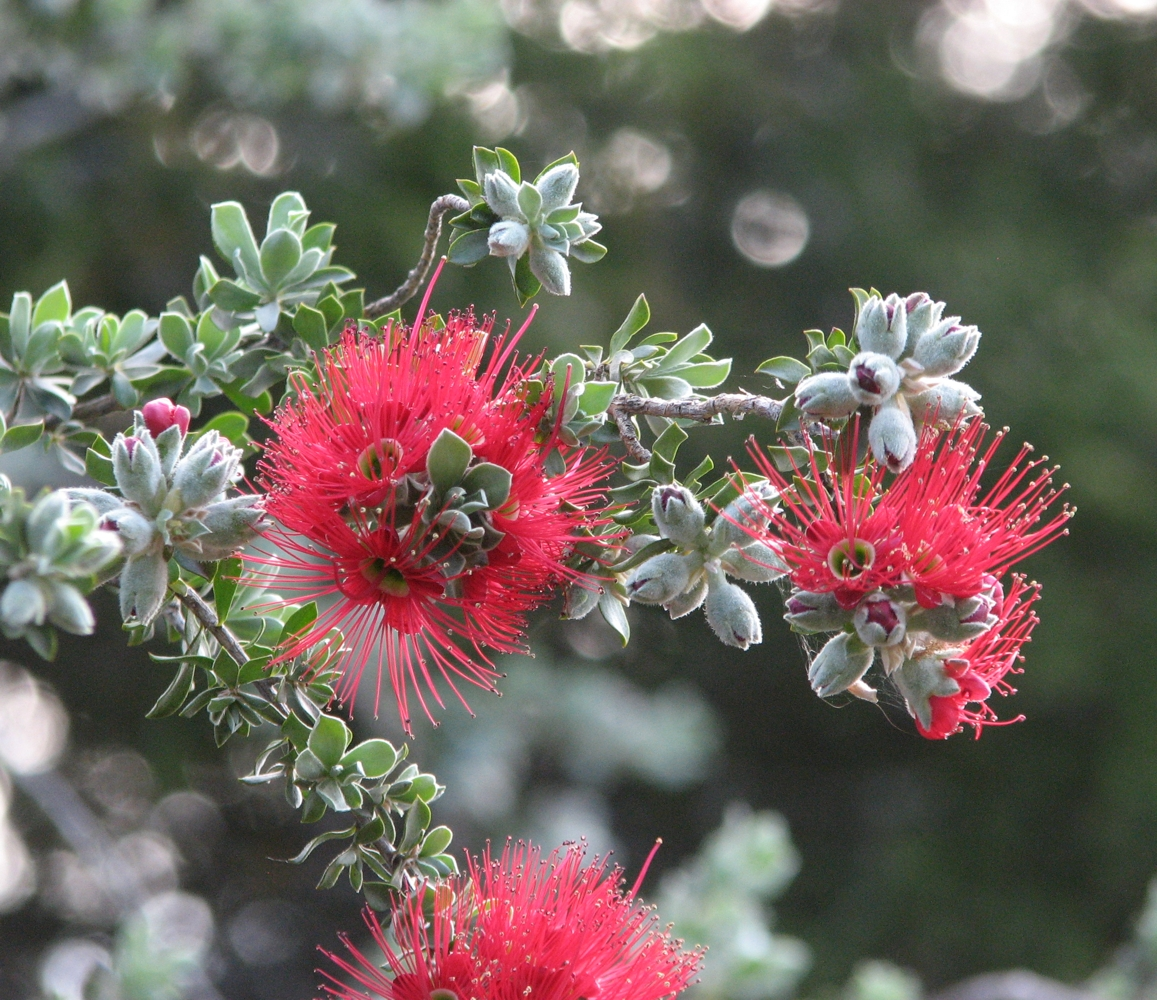
Kunzea pulchella
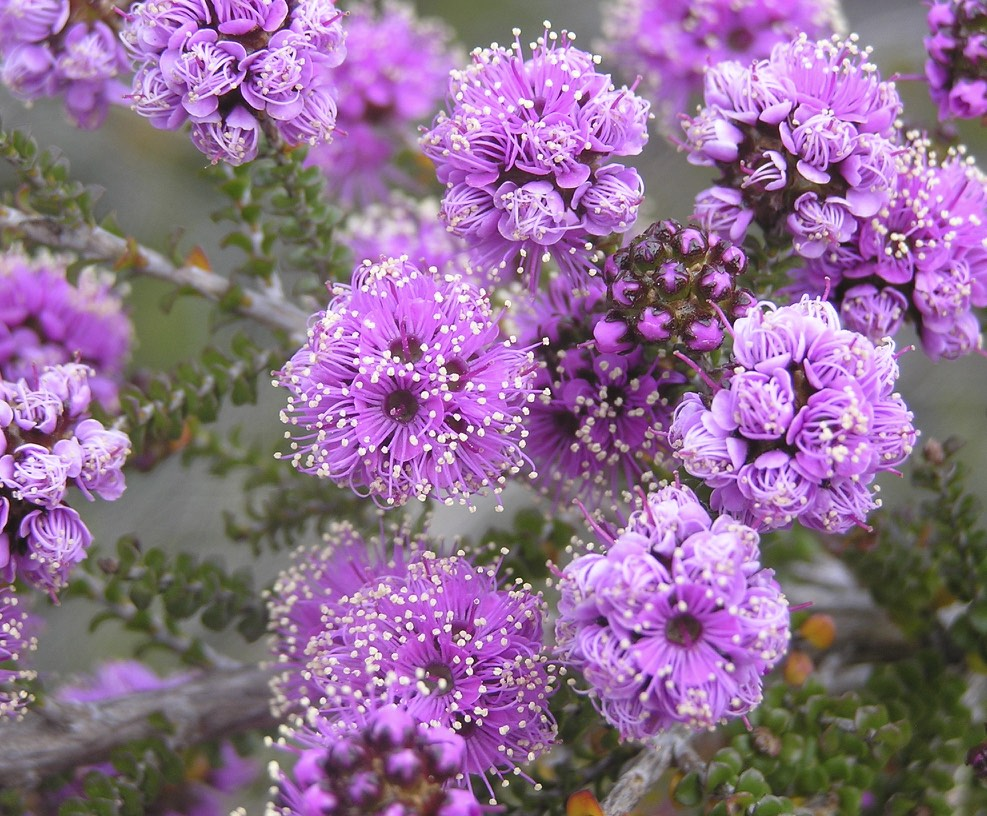
Kunzea recurva